# Michael Gogl
Michael Gogl (Gmunden, 4 novembre 1993) è un ciclista su strada austriaco che corre per il team Alpecin-Deceuninck. È professionista dal 2016.

## Palmarès
- 2014 (Gebrüder Weiss-Oberndorfer, una vittoria)

4ª tappa Grand Prix of Sochi (Novorossijsk > Nebug)
- 2015 (Felbermayr, una vittoria)

Grand Prix Laguna Poreč

### Altri successi
- 2018 (Trek)

Classifica giovani Tour du Poitou-Charentes
- 2023 (Alpecin - Deceuninck)

Innenstadtkriterium Wels

## Piazzamenti

### Grandi Giri
- Giro d'Italia

2019: 97º
- Tour de France

2017: 146º
2018: 113º
2020: non partito (19ª tappa)
2021: non partito (13ª tappa)
2022: ritirato (5ª tappa)
2023: 133º
- Vuelta a España

2016: 68º

### Classiche monumento
- Milano-Sanremo

2020: 75º
2021: 75º
2022: 112º
- Giro delle Fiandre

2016: 108º
2020: 28º
2021: 43º
2022: ritirato
2023: ritirato
- Parigi-Roubaix

2016: ritirato
2021: ritirato
2023: 123º
- Liegi-Bastogne-Liegi

2017: 26º
2018: 62º
2019: ritirato
2023: ritirato
- Giro di Lombardia

2016: 35º
2018: 59º
2019: ritirato
2023: ritirato
2024: ritirato

### Competizioni mondiali
- Campionati del mondo su strada

Ponferrada 2014 - In linea Under-23: 71º
Richmond 2015 - In linea Under-23: 51º
Innsbruck 2018 - Cronosquadre: 7º
Innsbruck 2018 - In linea Elite: 45º
Yorkshire 2019 - In linea Elite: ritirato
Fiandre 2021 - In linea Elite: 54º
Glasgow 2023 - In linea Elite: 35°
Zurigo 2024 - In linea Elite: ritirato

### Competizioni europee
- Campionati europei

Offida 2011 - In linea Juniores: 44°
Olomouc 2013 - In linea Under-23: ritirato
Plumelec 2016 - In linea Elite: 11º